# Bersbo metallgjuteri
Bersbo metallgjuteri var ett metallgjuteri i Bersbo i Åtvidabergs kommun. Det grundades 1929 och tillverkade till en början resegrammofoner. I oktober 2007 totalförstördes gjuteriet i en brand och under våren 2008 meddelades att gjuteriet inte kommer att byggas upp.

## Historia
- 1929 Musikförlaget Nordic i Stockholm skickar en gjutmästare vid namn J.D. Berg, för att i det gamla maskinhuset i Bersbo upprätta ett gjuteri för tillverkning av Kremona Rex (resegrammofoner).
- 1939 brinner gjuteriet ner till grunden.
- 1947 tar bröderna Ankarberg över gjuteriet.
- 1949 anställs Olle Larsson som 1960 tar över gjuteriet.
- 1988 tar brorsönerna Sven och Per över gjuteriet.
- 1990 går Olle Larsson i pension, men hans signatur lever kvar och de flesta produkter som gjutits sedan dess är modeller skapade av honom.
- 1998 tar Roger Jonsson över gjuteriet.
- 17 oktober 2007 totalförstörs metallgjuteriet i en brand.
- Enligt pressmeddelande 2008-05-08 upphör Bersbo Metallgjuteri.

## Produkter
Det göts flera olika ljusstakar i Bersbo metallgjuteri, de flesta med en historia bakom namnet som härrör från Bersbo koppargruvor.
- Anna - efter dottern till Theodor och Louise Adelsvärd. Anna Sparre (gift) var en känd författare och godkände själv namnet på ljusstaken.
- Katarina - enligt sägen så vallade hon getter när hon en dag sparkade till en mosstuva och såg att det glimmade. På denna plats anlades sedan en gruva; Storgruvan.
- Monsas - namn på ett gruvschakt och ett närliggande torp.
- Lorens - även denna namngiven efter ett gruvschakt och torp.
- Steffenburg - namn på ett gruvschakt.
- Kung Oscar - 1901 besökte kung Oscar II Bersbo och invigde vad som kom att bli Bersbos sista gruvschakt.
- Louise - efter Louise Adelsvärs gift med Theodor.

Övriga ljusstakar ej namngivna:
- Golvljusstake - används i bland annat kyrkor
- Millennium - minnesljusstake framtagen till millennieskiftet (1999/2000), endast i en begränsad upplaga om 1 000 exemplar fram till den 31/12 2000.
- Östergötland - speciellt framtagen ljusstake för Östergötland

Ett urval ur övriga produkter:
- Östgötahästen efter modell av Harry Bergman
- Lampor (Rokoko, Jugend och Jenny)
- Namnskyltar (till dörrar)
- Tavlor (Höst, Vinter, Vår och Sommar ur Årstiderna, Templet vid Adelsnäs, Bersbo och Kanontornet o Åtvidaberg, Natt & Dag mm)
- Mortel
- Stövelknekt
- Askfat
- Olika djur (vildsvin, hästar. kräftor)
- Kapsylöppnare
- Bordskanon

Här göts även skeppsklockan till ostindiefararen Götheborg.